# Stråkorkester
En stråkorkester är en orkester bestående av instrument enbart från stråkfamiljen. Detta innefattar instrumenten violin, altviolin, cello samt kontrabas.